# Ludwig Haucke
Ludwig Haucke (* 14. Dezember 1877 in Pößneck; † 2. April 1961 in Lomnitz) war ein deutscher Gewerkschafter. 

## Leben
Hauch besuchte die Bürgerschule, erlernte danach den Beruf des Gärtners und war von 1892 bis 1904 in diesem Beruf tätig. 1896 wurde er Mitglied im Allgemeinen Deutschen Gärtnerverein, 1898 Mitglied der SPD. Von 1897 bis 1904 war er Zahlmeister und Beisitzer im Hauptvorstand des Vereins und war von 1904 bis 1908 Vorsitzender des Vereins im Elbegaus. Von 1908 bis 1911 fungierte er als Vorsitzender des Allgemeinen Deutschen Gärtnervereins Sachsens, Thüringens und der Provinz Sachsen. Von 1919 bis 1933 war er Vorsitzender des Gaus Dresden des Verbandes der Gärtner und Gärtnereiarbeiter, der Nachfolgegewerkschaft des Vereins.
Nach der „Machtergreifung“ der Nationalsozialisten 1933 war er im Widerstand aktiv und befand sich 1933, 1936 und 1944 in Haft. 
1945 wurde er wieder Mitglied der SPD und des FDGB, 1946 dann der SED. 1945 gehörte er dem Ortsvorstand des FDGB Dresden an. Auf der Gründungsversammlung des Verbandes der Land- und Forstarbeiter für das Land Sachsen am 11. Juli 1945 in Dresden wurde Haucke zum Stellvertreter des Landesleiter Franz Rosteck gewählt. Von 1946 bis 1950 war zunächst stellvertretender Vorsitzender, dann Vorsitzender des Landesvorstandes des Gewerkschaft Land- und Forstwirtschaft Sachsen. Von 1948 bis 1952 gehörte Haucke auch dem Landesvorstand Sachsen des FDGB an und war von 1948 bis 1951 Mitglied, danach Ehrenmitglied des Zentralvorstandes der Gewerkschaft Land und Forst.

## Schriften
- Mit der Gründung des DLV 1909 wurde die gewerkschaftliche Kampforganisation der Land-, Garten- und Forstarbeiter geschaffen. In: Landarbeiter im Kampf für Freiheit und Sozialismus. Berichte von verdienten Veteranen der Gewerkschaft Land und Forst ergänzt durch Dokumente aus den staatlichen Archiven. Zentralvorstand der Gewerkschaft Land und Forst, Kommission zur Erforschung der Geschichte der Deutschen Landarbeiterbewegung 1961.

## Auszeichnungen
- Vaterländischer Verdienstorden in Bronze (1957)